# A Garota Não
Cátia Mazari Oliveira (Setúbal, 29 de outubro de 1983) é uma cantautora portuguesa mais conhecida pelo nome artístico "A Garota Não".

## Biografia
Nasceu no dia 29 de Outubro de 1983, em Setúbal e cresceu no Bairro 2 de Abril, um bairro social da cidade, donde saiu aos 25 anos.
Durante dois anos, aprendeu a tocar piano, que acabou por trocar pela viola, por influência de uma amiga.
Licenciada em Comunicação e Cultura pela Faculdade de Letras de Lisboa, prosseguiu a sua formação na área do jornalismo, no CENJOR. Trabalhou quatro anos na Popular FM, ao lado de José Manuel Rosendo, assegurando a Agenda Cultural da estação. Foi, também, professora de inglês e de natação.
Lançou o seu primeiro disco em 2019, ao qual deu o nome de Rua das Marimbas nº7.

## Reconhecimento
O videoclipe do single Adamastor, ganhou o Prémio de Melhor Videoclip no Arouca Film Festival de 2019.
Em 2022, a Câmara Municipal de Lisboa convidou 48 autoras a escreverem uma frase alusiva à liberdade, A Garota Não foi uma delas. As 48 frases foram depois pintadas no chão da cidade, no âmbito das comemorações dos 48 anos do 25 de Abril.
O seu álbum 2 de Abril foi colocado pela revista Blitz, entre os 50 Melhores Álbuns Portugueses de 2022.  Foi considerado pela Antena 3 e a Altamont como o melhor do ano.
Ganhou a categoria de Melhor Intérprete na edição de 2023 dos Globos de Ouro, tendo agradecido a vitória com um discurso-poema. Venceu nomes como Ana Moura, Carminho, David Bruno e Nininho Vaz Maia que também estavam nomeados para este prémio. 
Foi distinguida pela Sociedade Portuguesa de Autores, com o Prémio de Melhor Trabalho de Música Popular pelo disco 2 de Abril, nos Prémios Autores 2023. 
Volta a ser premiada pela SPA (Sociedade Portuguesa de Autores) em 2024, desta vez com o Prémio José da Ponte, pelo album 2 de Abril.  É também graças a este trabalho, no qual participam nomes como Ana Deus e Chullage, que é distinguida pela Câmara Municipal da Amadora, com o Prémio José Afonso 2023. 
É autora da canção dilúvio, uma das 150 canções, que constam na antologia, As Palavras das Canções, organizada por João Calixto, editada com o apoio da Sociedade Portuguesa de Autores. 

## Discografia Seleccionada
A sua discografia é composta por: 
- 2019 - Rua das Marimbas, nº7 [23]
- 2022 - 2 de Abril [24]
- 2025 - Ferry Gold [25]

Colaborações:
- 2021 - Ready (Mulher Batida), mixtape dos Orelha Negra [26]
- 2022 - Amor é bicho, tema do disco O Assobio da Cobra 2, de Manuel Paulo [27]

## Ligações Externas
- Canal Oficial do Youtube | A Garota Não
- ANTENA 3 | Daniel Belo entrevista A Garota Não (2022)
- ANTENA 3 | Programa Eléctrico: Orelha Negra com A Garota Não: Ready (Mulher Batida)
- Público | Showcase: A Garota Não ao vivo no auditório do PÚBLICO (2020)
- Videoclipe do tema Adamastor, distinguido com o prémio de melhor videoclip no Arouca Film Festival (2019)